# Banaadir
Banaadir er en officiel territorial enhed i det sydlige Somalia, hvor hovedbyen er Mogadishu. Banaadir grænser op til de somaliske territoriale enheder Shabeellaha Hoose og Shabeellaha Dhexe.
2°2′59″N 45°15′44″Ø / 2.04972°N 45.26222°Ø